# Beauvoir-en-Lyons
Beauvoir-en-Lyons je francouzská obec v departementu Seine-Maritime v regionu Normandie. V roce 2010 zde žilo 594 obyvatel.

## Vývoj počtu obyvatel
Počet obyvatel